# 天天快报
天天快报是中国互联网公司腾讯旗下的新闻产品，2015年推出，以此作为今日头条的竞争对手。2018年6月，天天快报的月活跃用户为5000万，是同期今日头条的四分之一左右。

## 争议
2017年4月26日，在腾讯将今日头条因侵权问题起诉到北京市海淀区人民法院后的几日，今日头条反诉腾讯侵权，并获法院受理。后法院因今日头条侵犯腾讯网信息网络传播权，判其向腾讯赔偿27万余元。
2019年1月22日，北京网信办曾因其客户端传播低俗庸俗信息、破坏网络生态等问题约谈天天快报的负责人。同年8月2日，福建泉州网信办公告称下架天天快报，但天天快报回应称目前运营良好，下架者或为同名山寨产品。